# I'm in Love with a Church Girl
I'm in Love with a Church Girl (Brasil: Pregando o Amor ) é um filme norte-americano de 2013 do gênero Drama dirigido por Steve Race, e foi protagonizado pelo rapper Ja Rule e a atriz Adrienne Bailon.

## Sinopse
Miles (Ja Rule) é um ex-traficante de drogas que conhece Vanessa (Adrienne Bailon), uma garota cristã. Os dois se conhecem, e se apaixonam, porem Miles tem medo que seu passado possa estragar sua relação com ela.

## Elenco
- Jeff 'Ja Rule' Atkins  como Miles Montego
- Adrienne Bailon como Vanessa Leon
- Stephen Baldwin como Jason McDaniels
- Vincent Pastore como Nicholas Halston
- Toby Mac como T
- T-Bone como Martin De Lafuente
- Michael Madsen como Frank Harris

## Produção
O filme, que foi escrito por Galley Molina é baseada em sua própria experiência. Molina escreveu durante seu tempo na prisão. Inicialmente, ele queria contar sua história em um livro, mas que acabou desenvolvido em um filme. Ele escolheu Bailon e Baldwin para o filme por causa de suas "fortes origens cristãs e por seus talentos". Molina procurado financiamento por conta própria para o projeto para que ele pudesse manter um controlo mais criativo. Ele recusou uma oferta de um grande estúdio porque queria exaltar seus dias de tráfico. O cantor Israel Houghton , co-executivo produziu o filme,e contribuiu com quatro canções originais para a trilha sonora.
O filme foi produzido por Sean Dinwoodie, Galley Molina, Michael K. Race, & Steve Race.
O filme foi filmado em San Jose, Califórnia. Em novembro de 2010, as filmagens tinham terminado.

## Lançamento
O trailer do filme foi lançado em 15 de julho de 2013. O filme estreou em 18 de outubro de 2013.

### Home media
Cinedigm Entertainment lançou o filme para DVD e Blu-ray em 14 de janeiro de 2014.

## Recepção

### Crítica
O filme tem sido criticado pelos críticos; ele mantém um índice de aprovação de 6% sobre a revisão do site agregado Rotten Tomatoes com uma pontuação média de 3/10, baseado em 17 avaliações. No Metacritic o filme recebeu uma pontuação média de 23, com base em 13 comentários, indicando "revisões geralmente desfavoráveis".

### Resposta cristã
O filme teve uma recepção um pouco mais positiva entre as publicações cristãs. Christianity Today deu ao filme 2 de 4 estrelas, dizendo: " Igreja menina tenta embalar muitas mensagens (cerca de conversão, sobre a fé, sobre as drogas, sobre o romance, sobre a tragédia, sobre a igreja, e mais) em um filme que simplesmente não é grande o suficiente para segurar tudo. " A revista foi positiva de agir de Ja Rule chamando-o de "bom" e "crível".

### Bilheteria
Em seu primeiro fim de semana, o filme estreou em 457 localidades na América do Norte. Ele terminou o fim de semana no décimo quinto lugar e faturou $1,025,000, faturou uma média de 2.243 dólares por cinema. O filme realizado acima das expectativas, como foi previsto que "seria surpreendente se esta média fosse acima de $1.000 por cinema."